# Ácido bencensulfónico
El Ácido Bencensulfónico o Ácido besílico es un compuesto organosulfurado de fórmula C6H5SO3H. Es el más sencillo de los ácidos sulfónicos aromáticos. Se puede ver en forma de cristales delicuescentes de color blanco o como cera líquida de color ámbar que son solubles en agua y etanol, ligeramente solubles en benceno e insolubles en solventes no polares como el dietiléter. A menudo es almacenado en forma de sales alcalinas. Su solución acuosa es fuertemente acída.

## Preparación
El ácido bencensulfónico se obtiene a partir de la sulfonación del benceno, utilizando ácido sulfúrico fumante concentrado:
Esta sulfonación aromática ha sido llamada "una de las reacciones más importantes en la química orgánica industrial."

## Reacciones
El ácido bencensulfónico exhibe las reacciones propias de otros ácidos sulfónicos aromáticos, formando sulfonamidas, cloruro sulfónicos y éteres. La sulfonación es reversible por encima de los 220 °C. La deshidratación con pentóxido de fósforo da como resultado anhídrido de ácido bencensulfónico ((C6H5SO2)2O).
Es un ácido fuerte que puede ser disociado en agua.

## Aplicaciones
Es utilizado como catalizador en esterificación y en reacciones de deshidratación.
Una gran variedad de fármacos es preparada como sales de ácido bencensulfónico y son conocidos como besilatos.
La sal alcalina de ácido bencensulfónico era ampliamente utilizada en la producción de fenol:
C6H5SO3Na + 2 NaOH → C6H5ONa + Na2SO3
C6H5ONa + HCl → C6H5OH + NaCl
Este proceso ha sido desplazado en gran parte por el Proceso de Hock, el cual genera menos residuos.